# Anna Hollós
Anna Hollós, coniugata Czukorné (Pécs, 3 agosto 1963), è un'ex cestista ungherese.

## Carriera
Con l'Ungheria ha disputato due edizioni dei Campionati europei (1987, 1989), vincendo una medaglia di bronzo.